# Medalla de bronce

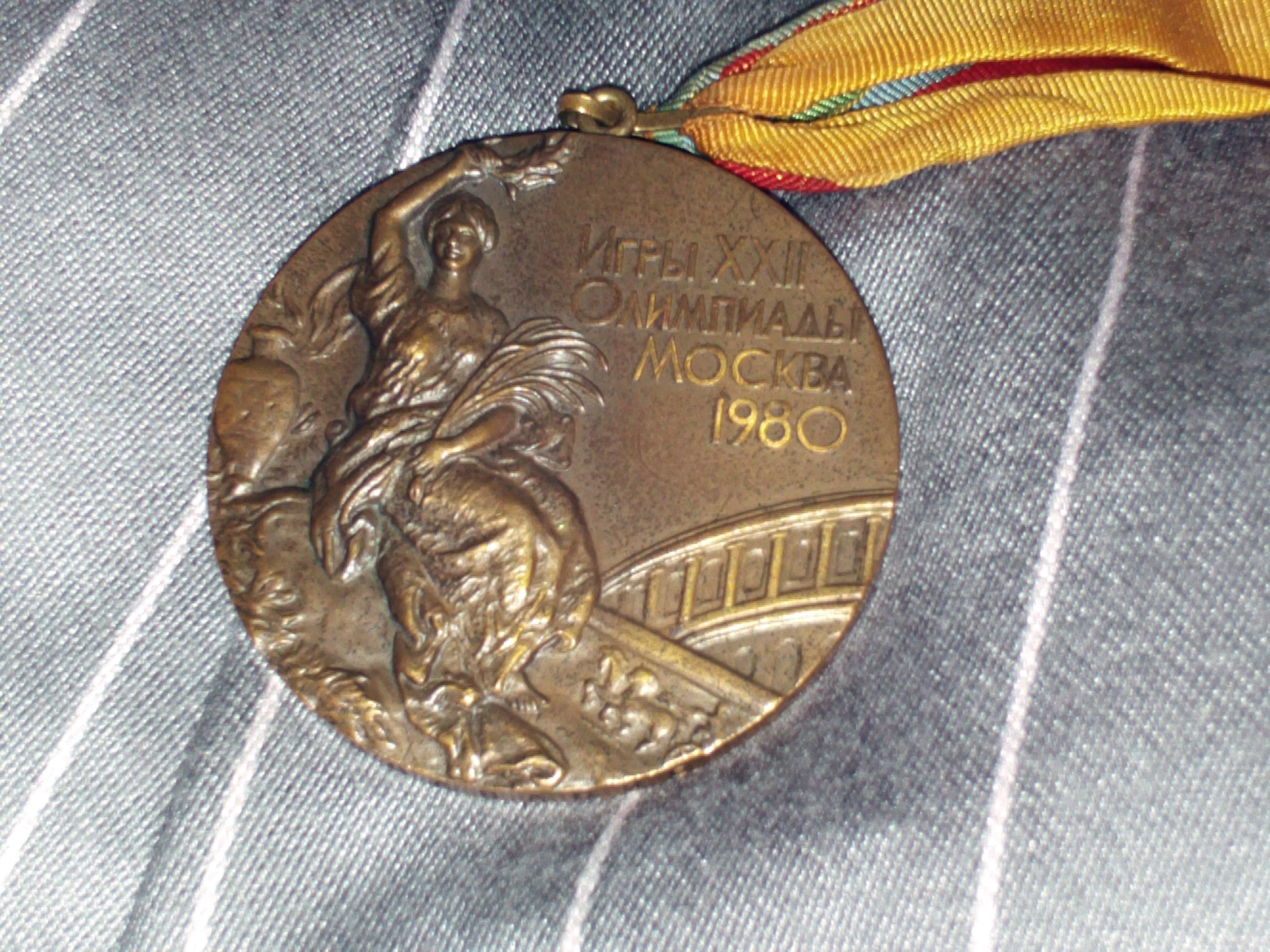
Medalla de bronce usada en los Juegos Olímpicos de Moscú 1980.

Una medalla de bronce es una medalla que se otorga al tercer clasificado de diversas competiciones como los Juegos Olímpicos.
Los que acaban en primer y segundo lugar reciben, respectivamente, medalla de oro y medalla de plata.
En los primeros Juegos Olímpicos modernos el campeón recibía la medalla de plata y el subcampeón la de bronce.[cita requerida]